# 2015 год в Израиле
События 2015 года в Израиле.

## Действующие лица
- Президент — Реувен Ривлин
- Премьер-министр — Биньямин Нетаньяху (партия Ликуд).
- Правительство Израиля — Тридцать третье правительство Израиля до 14 мая, Тридцать четвертое правительство Израиля.
- Председатель Верховного суда — Ашер Грунис до 17 января, Мириам Наор
- Начальник Генерального штаба — Бенни Ганц до 16 февраля, Гади Эйзенкот.

## События

### Январь
- 5 января — Место, где Иисуса могли судить перед его распятием, открывается для публики, расположенное под заброшенным зданием тюрьмы под названием Кишле, которое является частью музея Башни Давида в Старом городе Иерусалима[1].
- 18 января — израильские вертолеты атаковали конвой «Хезболлы» в контролируемой Сирией части Голанских высот, в результате чего погибли шесть видных членов «Хезболлы» и шесть командиров КСИР, включая генерала[2][3].
- 21 января — Палестинец с Западного Берега Хамза Мухаммад Хасан Матрук незаконно проникает в Израиль с конкретной целью нанести ножевые ранения людям, напав на более дюжины израильтян в автобусе в центре Тель-Авива . Силы безопасности схватили нападавшего, который продолжал без разбора наносить ножевые ранения людям на улице[4].
- 28 января — «Хезболла» выпустила противотанковую ракету по израильскому военному конвою на спорной территории Мазария-Шабъа недалеко от границы с Ливаном, в результате чего двое солдат были убиты и семеро ранены. В ответ Израиль выпустил по меньшей мере 50 артиллерийских снарядов через границу в южный Ливан, в результате чего был убит испанский миротворец ООН[5][6].

### Февраль
- 15 февраля — Открытие железнодорожного вокзала Нетивот.

### Март
- 17 марта — Проводятся досрочные выборы в Кнессет двадцатого созыва. Партия «Ликуд», возглавляемая действующим премьер-министром Биньямином Нетаньяху, получает наибольшее количество мест в Кнессете, получив 30 из 120 мест[7].
- 30 марта — Окружной суд Иерусалима признал виновным бывшего премьер-министра Израиля Эхуда Ольмерта в получении наличных денег от американского бизнесмена для личных целей[8].

### Апрель
- 16 апреля — Автомобиль, которым управлял палестинец, сбил двух израильтян на перекрестке Френч-Хилл в Иерусалиме в результате террористической атаки[9].
- 25 апреля
  - Серия атак, приписываемых ВВС Израиля, была совершена в сирийском районе Каламун против лагерей Хезболлы и конвоев с оружием на двух базах бригады[10].
  - Четверо полицейских были сбиты машиной в Иерусалиме недалеко от Елеонской горы в результате предполагаемого теракта[11].

### Май
- 23 мая — Надав Гедж представляет Израиль на конкурсе песни «Евровидение» с песней " Golden Boy ", заняв 9-е место в финале[12].

### Июнь
- 12-28 июня — Израиль прислал 141 спортсмена и завоевал 12 медалей на Европейских играх 2015 года.
- 19 июня — израильский мирный житель был застрелен палестинским боевиком на грунтовой дороге недалеко от поселения Долев на Западном Берегу. Его товарищ получил ранения[13].
- 21 июня — Офицер израильской пограничной полиции был серьезно ранен после того, как палестинский террорист нанес ему ножевое ранение возле Старого города Иерусалима[14]

### Июль
- 3-14 июля — Израиль отправил 27 спортсменов на Летнюю Универсиаду 2015[англ.]
- 24 июля — 9 августа — Израиль отправил 16 спортсменов на чемпионат мира по водным видам спорта 2015 года[англ.].
- 27-31 июля — сборная Израиля по бейсболу участвовала в отборочном матче уровня B к чемпионату Европы по бейсболу 2016 года[англ.], заняв третье место.
- 29 июля — Первая игра Израильской Премьер-лиги лякросса[англ.].
- 29 июля — В результате израильского авиаудара уничтожен автомобиль, расположенный в друзской деревне на юго-западе Сирии, в результате чего погибли боевики «Хезболлы» и проасадовский боевик[15]. Второй авиаудар был нанесен по военной базе на сирийско-ливанской границе, принадлежащей проасадовской палестинской группировке[16].
- 30 июля — Ишай Шлиссель[англ.] зарезал 16-летнюю Ширу Банки и ранил еще шесть человек на гей-параде в Иерусалиме[англ.].

### Август
- 6-15 августа — женская сборная Израиля по лякроссу участвовала в чемпионате Европы по лакроссу среди женщин 2015 года, впервые участвуя в турнире, и заняла 4-е место.
- 20-21 августа — После того, как четыре ракеты поразили Голанские высоты и Верхнюю Галилею, Израиль предположительно нанес удар по сирийской территории, было убито несколько боевиков[17].
- 22-30 августа — Израиль отправил 4 спортсменов на чемпионат мира по легкой атлетике 2015 года[англ.].
- 30 августа — Сборная Израиля по американскому футболу выиграла свою первую игру, что дало ей право на участие в чемпионате Европы по американскому футболу.

### Сентябрь
- 21 сентября — Открытие в Беэр-Шеве стадиона Тернер.

### Октябрь
- 18 октября — стрельба на автовокзале в Беэр-Шеве.
- 20-22 октября — в Иерусалиме проходит 37-й Всемирный сионистский конгресс[англ.][18].
- 31 октября — израильская авиация атаковала многочисленные цели «Хезболлы» на юге Сирии, недалеко от границы с Ливаном в районе гор Каламун. Предполагаемые цели включали в себя колонну с оружием, предназначенную для «Хезболлы»[19].

### Ноябрь
- 11 ноября — Израильский авиаудар возле аэропорта Дамаска по складам оружия Хезболлы[20][21].
- 19 ноября — ножевой теракт в синагоге Тель-Авива[англ.].
- 23 ноября — в результате авиаудара Израиля в районе Каламуна погибло 13 сирийских военнослужащих и боевиков «Хезболлы».[22]
- 28 ноября — израильский авиаудар по Каламуну, повлекший за собой ранения и смерть среди боевиков «Хезболлы»[23].

### Декабрь
- 20 декабря — Взрыв в сирийском городе Джарамане, приписываемый ВВС Израиля, в результате которого погиб командир «Хезболлы» и осужденный убийца Самир Кунтар[24].
- 26 декабря — Предполагаемый авиаудар Израиля по семи позициям Хезболлы в районе гор Каламун[25].
- 31 декабря — Открытие железнодорожного вокзала в Офаким.

## Умерли

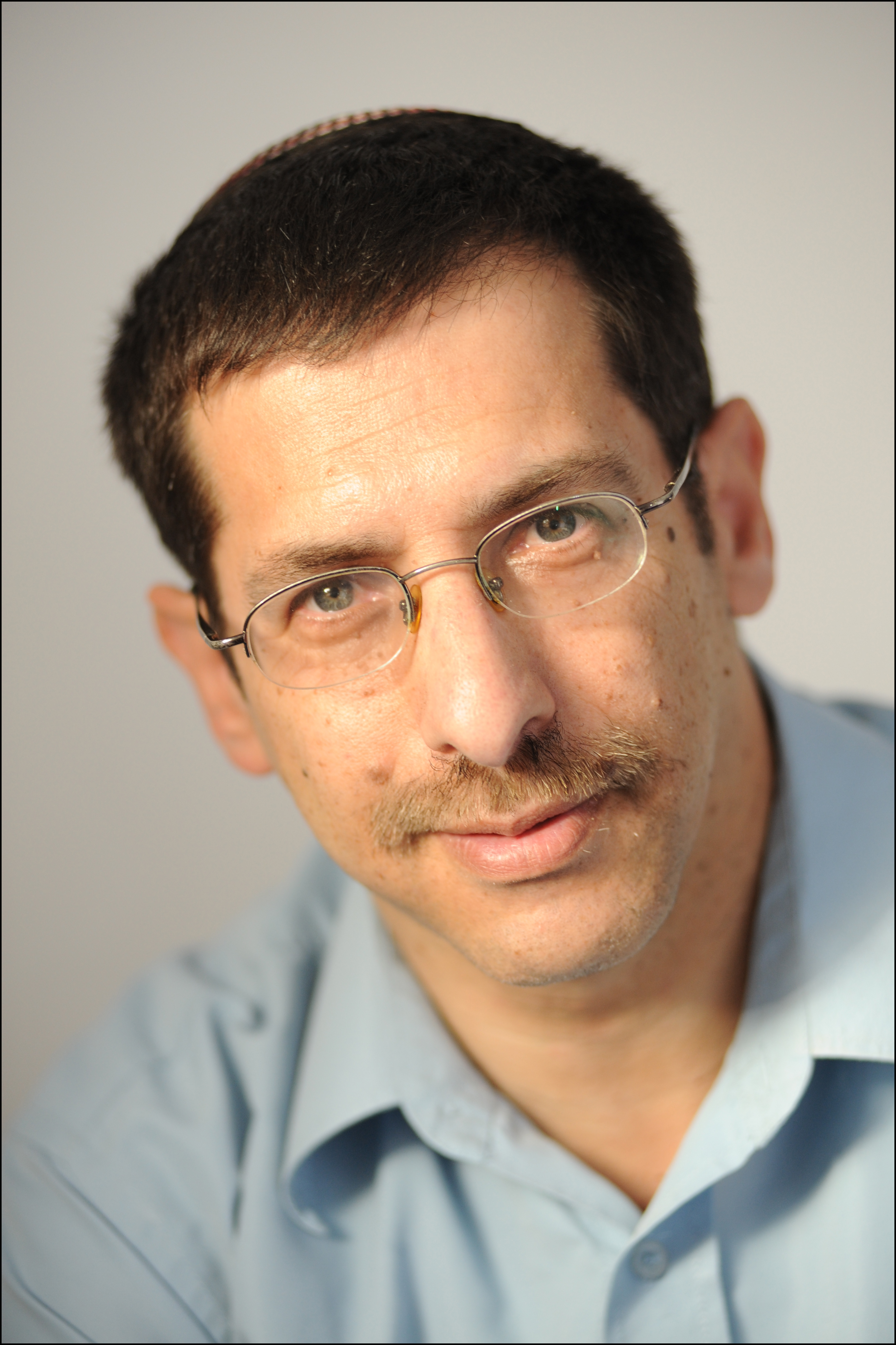
Ури Орбах

- 13 января — Гилель Закс, израильский раввин польского происхождения (род. 1931).
- 14 января — Мордехай Шмуэль Ашкенази, раввин (род. 1943).
- 16 января — Мириам Акавиа, израильская писательница и переводчица польского происхождения (род. 1927).
- 27 января — Дэвид Ландау, главный редактор газеты «Гаарец» (род. 1947).
- 29 января — Исраэль Инон, дирижёр (род. 1956).
- 6 февраля — Элиэзер Шломо Шик, раввин (род. 1940).
- 9 февраля — Роман Фристер, редактор газеты, переживший Холокост (род. 1928).
- 16 февраля — Ури Орбах, политик и министр правительства (род. 1960).
- 23 февраля — Хаим Корфу, политик и министр правительства (род. 1921).
- 27 февраля — Надя Хилу, политик (род. 1953).
- 11 марта — Дженис Ребибо[англ.], израильская поэтесса американского происхождения (род. 1950).
- 13 марта — Лия ван Лир, основательница и директор Иерусалимского международного кинофестиваля румынского происхождения (род. 1924).
- 24 марта — Иегуда Авнер, советник премьер-министра, дипломат и писатель (род. 1928).
- 3 апреля — Шмуэль Вознер, раввин (род. 1913).
- 14 апреля — Меир Розен, юрист и дипломат (род. 1931).
- 12 апреля — Аарон Лихтенштейн, раввин (род. 1933).
- 7 мая — Арье Элиас, актёр (род. 1921).
- 8 мая — Менаше Кадишман, скульптор и художник (род. 1932).
- 16 мая — Моше Левингер, раввин (род. 1935).
- 19 мая — Роберт Вистрих, историк (род. 1945).
- 3 июня — Ави Бекер, писатель, государственный деятель и академик (род. 1951).
- 5 июня — Эшель Бен-Якоб, физик (род. 1952).
- 8 июня — Дэвид Ротем, политик (род. 1949).
- 12 июня — Шошана Арбели-Альмозлино, политик и государственный министр (род. 1926).
- 27 июня — Цви Эльпелег, израильский академик и дипломат польского происхождения (род. 1926).
- 1 июля — Шломо Мусаев, торговец бриллиантами и коллекционер антиквариата (род. 1925).
- 8 июля — Йоаш Цидон, политик (род. 1926).
- 6 августа — Орна Порат, израильская актриса немецкого происхождения (род. 1924).
- 13 августа — Шломо Смилтинер, шахматист (род. 1915).
- 16 августа — Яаков Бекенштейн, израильско-американский физик-теоретик мексиканского происхождения (род. 1947).
- 25 сентября — Моти Киршенбаум, телеведущий (род. 1939).
- 6 ноября — Ицхак Навон, дипломат и политик, бывший президент Израиля (род. 1921).
- 4 декабря — Йоси Сарид, политик и обозреватель новостей (род. 1940).
- 15 декабря — Гарри Цви Табор, израильский физик британского происхождения (род. 1917).